# Classicismo vienense
Classicismo vienense é uma expressão que designa um grupo de compositores que floresceu em Viena no final do séc.XVIII e início do XIX. Costuma aplicar-se em particular a Haydn, Mozart e Beethoven; mas seu alcance pode ser ampliado para incluir outros compositores ativos em Viena ou nas sua vizinhanças, naquela época, a exemplo de Gluck e Dittersdorf, para abranger Schubert, ou mesmo para significar a música de toda uma época, mais ou menos 50 anos a partir de 1770.